# Південна Ізіалія Нгва
Південна Ізіалія Нгва (англ. Isiala Ngwa South) — одна із 17 територій місцевого управління штату Абія, Нігерія. Адміністративний центр — місто Омуоба.
Площа — 258 км2. Чисельність населення — 134 762 осіб (станом на 2006 рік).